# Moe Island
Moe Island är en ö i Antarktis. Den ingår i ögruppen Sydorkneyöarna nordost om Antarktiska halvön. Argentina och Storbritannien gör anspråk på området. Arean är 1,5 kvadratkilometer.
Terrängen på Moe Island är lite kuperad. Öns högsta punkt är 211 meter över havet. Den sträcker sig 1,6 kilometer i nord-sydlig riktning, och 1,8 kilometer i öst-västlig riktning.
I övrigt finns följande på Moe Island:
- Snipe Peak (en bergstopp)
- South Point (en udde)